# Viktor Hartmann
Pour les articles homonymes, voir Hartmann.
 (août 2024).
Si vous disposez d'ouvrages ou d'articles de référence ou si vous connaissez des sites web de qualité traitant du thème abordé ici, merci de compléter l'article en donnant les références utiles à sa vérifiabilité et en les liant à la section « Notes et références ».
Viktor Alexandrovitch Hartmann (en russe : Виктор Александрович Гартман), né le 5 mai 1834 à Saint-Pétersbourg et mort le 4 août 1873 à Kireyevo, tout près de Moscou, est un architecte et peintre russe. Il est associé au cercle d'Abramtsevo.
C'est en s'inspirant de dix de ses œuvres que son ami Modeste Moussorgski compose, un an après la mort du peintre, sa suite pour piano Tableaux d'une exposition. Six de ces tableaux subsistent aujourd'hui (représentés dans la galerie ci-dessous, seul le premier n'en fait pas partie).

## Biographie
Orphelin très jeune, Viktor Hartmann grandit à Saint-Pétersbourg dans la maison de son oncle, architecte connu. Il étudie à l'Académie des beaux-arts de Saint-Pétersbourg : son premier travail consiste à illustrer des livres.
Il travaille ensuite comme architecte et sculpteur du monument célébrant le millénaire de la Russie à Novgorod, qui est inauguré en 1862. Il fait la plupart de ses aquarelles et dessins au crayon au cours de voyages à l'étranger dans les années 1864 à 1868. Tout comme Ivan Ropet, Hartmann est un des premiers artistes à inclure des motifs traditionnels dans son œuvre.
Le 4 avril 1866, l'empereur Alexandre II échappe de justesse à une tentative d'assassinat à Saint-Pétersbourg de l'étudiant Dmitri Karakozov. Afin de remercier la Providence, un concours est ordonné pour la construction d'une grande porte monumentale à l'entrée de la ville de Kiev. Hartmann présente son projet d’inspiration patriotique qui fait aussitôt sensation, mais le projet sera annulé, faute d'argent. C'est néanmoins cette esquisse qui sert de tableau final à l'œuvre musicale de Moussorgski.
À partir du moment où Stassov l'introduit dans le cercle de Balakirev, en 1870, il devient un ami proche du compositeur Moussorgski. Après la mort de Hartmann, causé par un anévrisme à l'âge de seulement 39 ans, une exposition de plus de quatre cents de ses peintures se tient à l'Académie des Beaux-Arts de Saint-Pétersbourg, en février et mars 1874. La plupart des œuvres présentées à l'occasion de cette exposition sont maintenant perdues.

## Illustrations

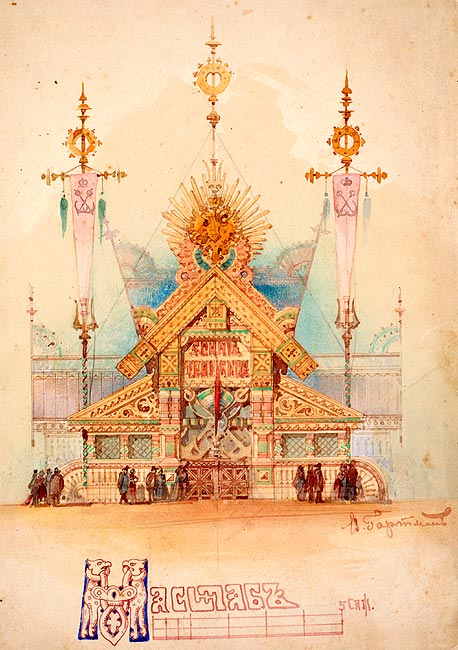
Dessin pour le pavillon du Ministère russe de la Marine pour l'Exposition universelle de 1873 de Vienne.
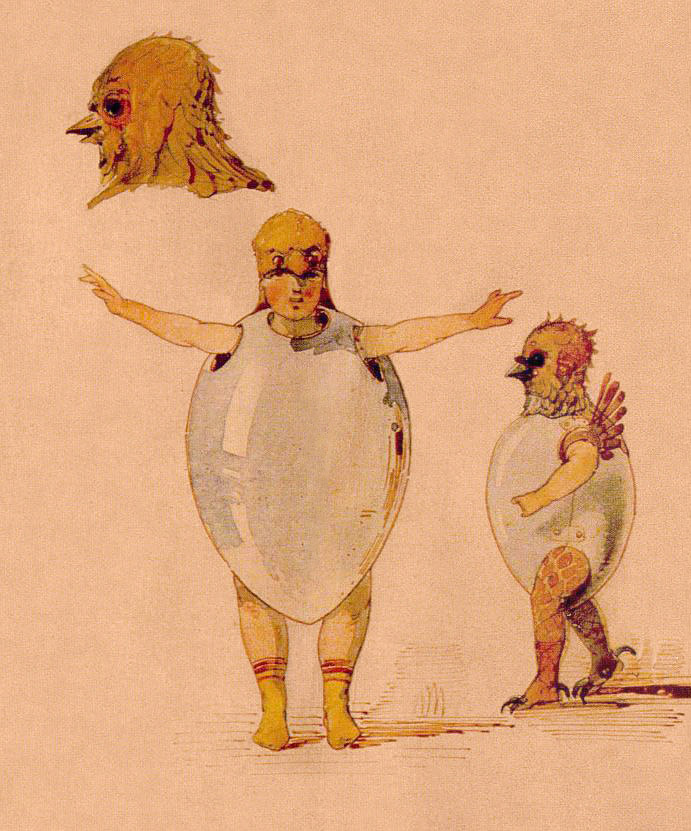
Esquisse pour le ballet Trilby
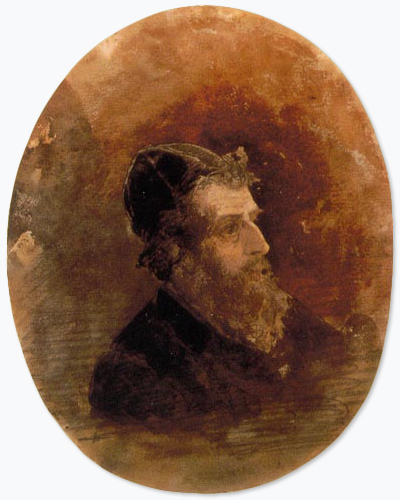
Le Juif riche
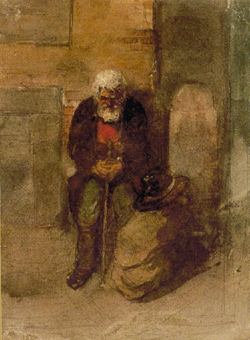
Le Juif pauvre
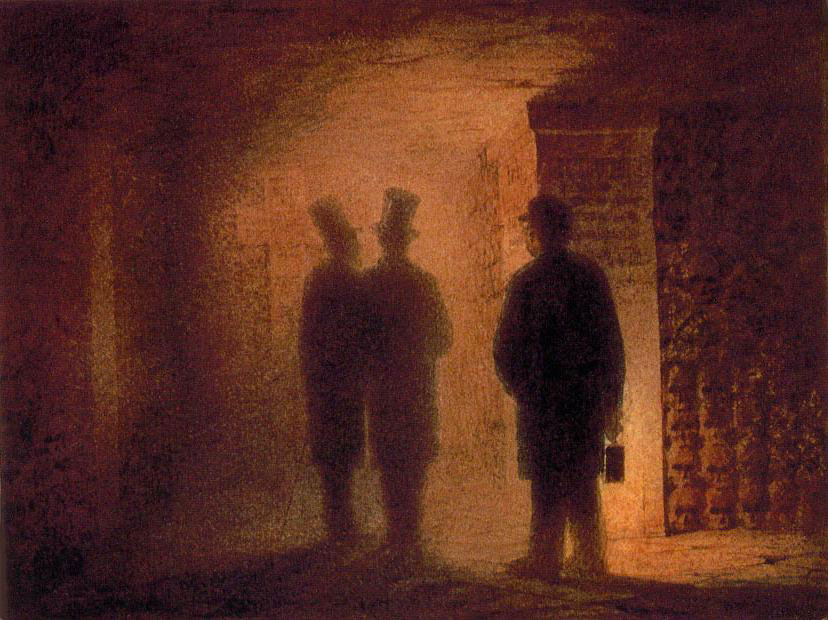
Les Catacombes de Paris
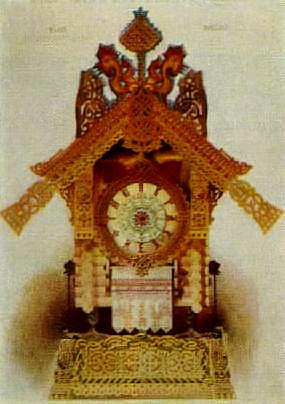
La Maison de Baba Yaga
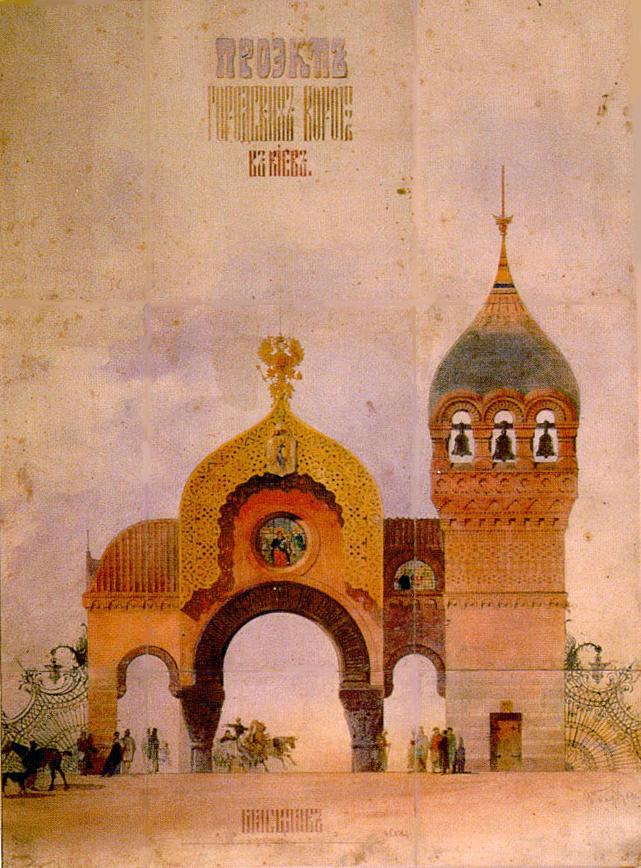
Projet pour La Grande Porte de Kiev